# 307
El 307 (CCCVII) fou un any comú començat en dimecres del calendari julià.

## Esdeveniments
- Pàmfil de Beritos comença a escriure l'Apologia d'Orígenes.[1]
- Galeri venç els sàrmates per segona vegada.